# Catala nigrina
Catala nigrina – gatunek pluskwiaków różnoskrzydłych z rodziny zajadkowatych.

## Opis
Spośród innych przedstawicieli rodzaju Catala wyróżnia się przedpleczem pozbawionym kolców, a wyposażonym w małe guzki, ubarwionym jednolicie ciemno. 

## Występowanie
Gatunek ten jest endemitem Madagaskaru.